# Pnorisa carinata
Pnorisa carinata är en insektsart som beskrevs av Boris Petrovich Uvarov 1941. Pnorisa carinata ingår i släktet Pnorisa och familjen gräshoppor. Inga underarter finns listade i Catalogue of Life.